# Thorvald Heggem
Thorvald Heggem, né le 13 novembre 1907 et mort le 30 juin 1976, est un ancien fondeur et spécialiste norvégien du combiné nordique.
Il a obtenu de nombreuses places d'honneur aux championnats de Norvège ainsi qu'au Festival de ski d'Holmenkollen. Ses résultats lui permirent de remporter quatre Kongepokal.

## Biographie
Thorvald Heggem est originaire de Rindal. Il a débuté le ski à cinq ans. En 1919, il remporte une course par équipe.
En 1929, alors qu'il n'est qu'en Klasse B, il domine la Gråkallrennet (no) en combiné ce qui lui permet de remporter son premier Kongepokal. Il termine 5e du 30 km. En 1933, il termine 5e dans le 18 km au Festival de ski d'Holmenkollen. Il remporte la Gråkallrennet en ski de fond et en combiné ce qui lui permet de remporter un deuxième Kongepokal.
En 1936, il signe son meilleur résultat au Championnat de Norvège de combiné nordique avec une troisième place derrière Kaare Busterud et Bernt Østerkløft (en). Il remporte en ski de fond et en combiné la Trønderrennet. Cette performance lui permet de remporter un troisième Kongepokal.
En 1937, il remporte la Trønderrennet ainsi que la Gråkallrennet ce qui lui permet de remporter un quatrième et dernier Kongepokal.
En 1938, il remporté l'épreuve de combiné nordique lors de la Semaine internationale des sports d'hiver à Garmisch-Partenkirchen. Il remporte lors du Championnat de France de ski à Beuil et à Valberg la course de ski de fond devant Heinz Von Allmen,. Il remporte avec la Norvège l'épreuve de relais où il est le premier relayeur. En raison d'une foulure, il est forfait pour la course de grand fond (50 km). Quand il ne skie pas, il est tailleur à Trondheim.
Il a été l'un des meilleurs skieurs des années 30,.

## Résultats

### Championnats nationaux
Championnats de Norvège
En 1932, il termine 11e du 17 km. En 1936, il termine 3e du combiné et 20e du 17 km. En 1937, il termine 6e du 30 km, 5e du combiné et 7e du 17 km.
Championnats de France
En 1938, il remporte la course de fond et le relais.

### Festival de ski d'Holmenkollen
En 1933, il a terminé 5e du 18 km. En combiné nordique, il a terminé 5e en 1935 et 6e en 1938.

### Gråkallrennet
| Épreuve / Édition | Épreuve / Édition | 1929 | 1931 | 1933 | 1934 | 1937 |
| ----------------- | ----------------- | ---- | ---- | ---- | ---- | ---- |
| Combiné nordique  | Combiné nordique  | 1er  |      | 1er  |      | 1er  |
| Ski de fond       | 18 km             |      |      |      |      | 1er  |
| Ski de fond       | 30 km             | 5e   | 4e   | 1er  | 2e   | 1er  |

### Trønderrennet
| Épreuve / Édition | Épreuve / Édition | 1930 | 1931 | 1932 | 1933 | 1934 | 1935 | 1936 | 1937 | 1940               |
| ----------------- | ----------------- | ---- | ---- | ---- | ---- | ---- | ---- | ---- | ---- | ------------------ |
| Combiné nordique  | Combiné nordique  |      | 4e   |      | 2e   | 2e   | 1er  | 1er  | 1er  | 2e                 |
| Ski de fond       | 17 km             | 7e   | 3e   |      |      | 3e   |      | 1er  | 1er  | 1er de la Klasse C |
| Ski de fond       | 30 km             | 5e   |      | 2e   | 1er  | 2e   | 1er  |      |      | 1er de la Klasse C |

### Autres
En 1936 et en 1939, il a remporté le Skikretsens vandrepokal et le Tidemanns pokal. En 1937, il termine 5e du 20 km à Ostersund.
En 1938, il remporté l'épreuve de combiné nordique lors de la Semaine internationale des sports d'hiver à Garmisch-Partenkirchen.
En 1946, il domine en Klasse D le concours du saut du District de Trondheim. Il termine 2e du 17 km en Klasse D d'une compétition à Løkken Verk (en).

## Honneurs et récompenses
Il a remporté quatre Kongepokal au cours de sa carrière.
Il a également remporté la médaille d'or du Dagsposten (en), la Gråkallmedaljen (no), le Prix d'honneur d'Adolf Hitler ainsi que la broche du Sør-Trøndelag skikrets.